# Adam von Grape
Anton Adam Gotthold von Grape, auch von Grap, (* 1. Juli 1734 in Tetzlaffhagen; † 4. Januar 1795 in Dorphagen) war ein preußischer Rittergutsbesitzer und Landrat des Kreises Greifenberg.

## Leben
Adam entstammte der adligen Familie von Grape. Sein Vater Gustav Heinrich von Grape († 1737) war Erbherr auf Tetzlaffhagen und Dorphagen sowie Rittmeister der Kurhannoverschen Armee. Seine Mutter Anna Elisabeth war eine geborene von Weiher aus dem Hause Mulkenthin. 
Grape trat 1750 in die Preußische Armee ein und wurde während des Siebenjährigen Krieges 1757 in der Schlacht bei Kolin schwer verwundet. 1763 nahm er als Kapitän seinen Abschied. Er widmete sich der Bewirtschaftung seiner ererbten Güter Tetzlaffhagen und Dorphagen, zu denen er noch Lütkenhagen und Dünow erwarb. 
1792 wurde er als Nachfolger des verstorbenen George Ulrich von Lettow zum Landrat des Kreises Greifenberg gewählt und vom König ernannt. Im Jahre 1795 starb er. 
Grape war dreimal verheiratet. Seine erste Frau wurde Juliane Christiane Ulrike von Vogelsang (1734–1776). Im Jahr 1777 heiratete er Friederike von Arnim (1752–1784). Nach ihrem Tod heiratete er am 15. September 1786 Ernestine Freiin Bachhof von Echt († 1789). Aus den Ehen gingen insgesamt zwölf Kinder hervor.